# 黃國 (香港)
黃國，BBS，JP（1966年12月30日—），是香港建制派人士、商人、政治人物，現任香港立法會議員（選舉委員會）、以及香港工會聯合會理事長，曾是第十三至十四屆港區全國政協委員。黃國在2006年至2015年間擔任工聯會秘書長；2015年至2018年間曾擔任工聯會副會長；自2018年起擔任工聯會理事長。在2021年香港立法會選舉中，黃國與工聯會會長吳秋北一起當選新設立的第七屆立法會選舉委員會界別議員，任期自2022年1月1日開始。
2022年10月，黃國在立法會會議上提出為落實「愛國者治港」原則，首長級公務員不應被允許擁有雙重國籍，即使他們曾經宣誓效忠香港政府，也不足以解決雙重效忠問題。政制及內地事務局局長曾國衞回應時引述公務員事務局，表示所有公務員都要宣誓擁護《香港基本法》及效忠特區已符合「愛國者治港」原則，暫時無意改變公務員的國籍規定。